# 比爾卡河 (霍莫拉河支流)
比爾卡河（烏克蘭語：Білка），是烏克蘭西部的河流，是霍莫拉河的支流。該河發源自斯捷齊基東南面，流經赫梅利尼茨基州的赫梅利尼茨基區和舍佩蒂夫卡區，河道全長20公里，流域面積107平方公里。